# Igreja de Nossa Senhora das Necessidades (Lagoa)

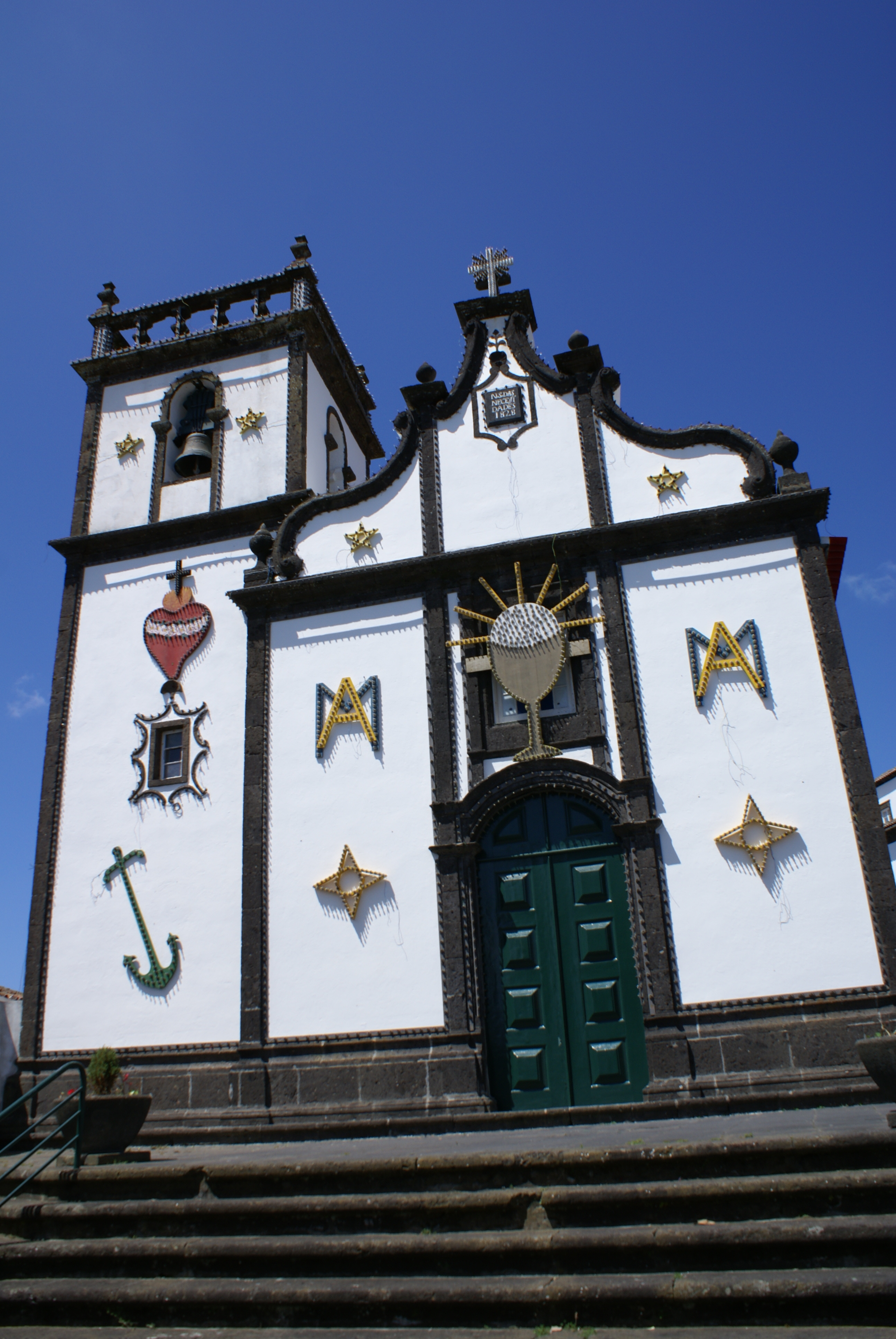
Igreja de Nossa Senhora das Necessidades.

A Igreja de Nossa Senhora das Necessidades (Lagoa) é um templo cristão português localizado na Lagoa, ilha açoriana de São Miguel, arquipélago dos Açores.
Este templo de apreciáveis dimensões e volumetria apresenta-se com bons trabalhos em cantaria de pedra basáltica de cor negra rematada a alvenaria particularmente na torre sineira. Sobre a porta principal apresenta a data de 1828.